# Association belge des membres de l'ordre de Malte
Pour les articles homonymes, voir Ordre souverain militaire et hospitalier de Saint-Jean de Jérusalem, de Rhodes et de Malte.
L’association belge des membres de l'ordre souverain militaire et hospitalier de Saint-Jean de Jérusalem, de Rhodes et de Malte plus communément appelée association belge de l’ordre de Malte ou encore ordre de Malte Belgique est l'organisme en Belgique qui a pour objet de réaliser les projets, de gérer l'activité hospitalière et de promouvoir toutes les actions de l'ordre souverain militaire et hospitalier de Saint-Jean de Jérusalem, de Rhodes et de Malte qui expriment les valeurs fondamentales de l'Ordre « Tuitio Fidei et Obsequium Pauperum » (protection de la foi et service des pauvres).

## Histoire
Après la révolution française, les Belges qui désiraient être admis dans l'ordre souverain de Malte le faisaient le plus souvent par l'entremise du grand prieuré d'Autriche-Bohême.
Pour mettre fin à cette situation, les chevaliers belges ont créé l'association belge des chevaliers de l'ordre souverain et militaire de Malte, dont les statuts furent publiés aux annexes du Moniteur belge du 11 janvier 1930 et approuvés par le grand magistère à Rome le 26 janvier 1930.
Dès son origine, l'association accorde son patronage à l'Institut Neurologique belge. Fondé en 1925, ce centre indépendant non-universitaire est consacré à la fois au traitement des maladies nerveuses et à la recherche scientifique. Il devient le précurseur des unités de recherche neurologiques greffés sur les cliniques universitaires à travers l'ancien et le nouveau monde.
Au XXe siècle, l'association participe activement à la gestion de cet Institut et le soutient financièrement. Des chevaliers de l'ordre souverain de Malte assument la présidence et plusieurs mandats d'administrateurs ainsi que la direction médicale de cet établissement d'utilité publique.
Pour répondre aux préoccupations visant à améliorer les conditions d'hospitalisation en cours de traitement et à l'issue de la cure, fut fondé dès 1970 le centre de réadaptation fonctionnelle neuro-psychiatrique. Ainsi prit naissance l'idée d'un hôpital de jour où sont actuellement développées les techniques de thérapeutique familiale avec la prévention sociale des maladies mentales comme aboutissement.
C'est dans les années 80, sous l'impulsion de son Hospitalier Charles-Emile d'Oultremont de Wégimont et de Warfusée puis de ses successeurs, Michel de Ribaucourt, Baudouin de Ribaucourt,Martine Jonet et Harold Cogels , se développent en Belgique de nombreuses activités.

## Activitésactuelles[évasif]
Aujourd’hui, l’action de l’Ordre de Malte Belgique s’articule en cinq pôles : l’aide aux sans-abri, l’aide aux jeunes, les pèlerinages, l’aide à d’autres institutions principalement en province et l’accueil des réfugiés.

## Présidents
Cette rubrique a pour source le Moniteur belge[source insuffisante]. Toutes ces élections y furent publiées conformément à la législation belge.
- Auguste de Croÿ de 1929 à 1932.
- Albert-Edouard de Ligne de 1932 à 1957
- Amaury de Merode de 1957 à 1980
- Fernand de Jonghe d'Ardoye de 1980 à 1982
- Alain de Liedekerke de 1982 à 1986
- Antoine de Ligne de 1986 à 1994.
- Henri de Limburg Stirum, de 1994 à 2002.
- Baudouin de Merode de 2002 à 2010.
- Arnoud Papeians de Morchoven de 2011 à 2018.
- Henry t’Kint de Roodenbeke depuis 2018 [3][source insuffisante].